# Ришон Лецион
Ришон Лецион (хебр. ראשון לציון, арап. ‏ريشون لتصيون‎) је град у Израелу у Централном округу. Према процени из 2022. у граду је живело 260.453 становника.

## Становништво
Према процени, у граду је 2022. живело 260.453 становника.
| 1983.   | 1995.   |
| ------- | ------- |
| 104.387 | 163.245 |

## Партнерски градови
- Ним
- Минстер
- Лублин
- Тјенцин
- Дебрецин
- Брашов
- Округ Есекс
- Гондар
- Heerenveen
- Прешов
- Санкт Петербург
- Терамо
- Округ Принца Џорџа
- Харков
- Лавов